# Landrat (Glarus)
Der Landrat des Kantons Glarus ist das Kantonsparlament des Kantons Glarus.
Bis 2010 gehörten ihm 80 Abgeordnete an; sie wurden aufgrund der Glarner Gemeindereform von 2011 auf 60 reduziert. Die Landräte werden jeweils auf vier Jahre in drei Wahlkreisen gewählt, welche den politischen Gemeinden des Kantons Glarus entsprechen. Die letzten Gesamterneuerungswahlen fanden am 15. Mai 2022 statt. Der Wahlkreis Glarus Nord gewann im Vergleich zu 2018 ein zusätzliches Mandat zulasten von Glarus.
Der Landrat kommt in der Regel zwölfmal im Jahr für eine Sitzung zusammen, davon ein bis drei Mal ganztägig.

## Aufgaben

Der Landrat etwa 1985

Die reguläre Amtsdauer der 60 Abgeordneten beträgt vier Jahre, das Amtsjahr beginnt mit der konstituierenden Sitzung des Landrates. Der Landrat ist grundsätzlich die oberste Behörde des Kantons für die Aufsicht über Regierung, Gerichte und Verwaltung. In puncto Gesetzgebung sind die Aufgaben des Landrates vor allem vorbereitender Natur; in Zusammenarbeit mit dem Regierungsrat können Gesetzesvorschläge und Verfassungsänderungen nur ausgearbeitet werden; über deren endgültige Verabschiedung entscheidet die Landsgemeinde, welche im Kanton Glarus das oberste gesetzgebende Organ ist. Auch Zustimmungen zu Konkordaten und anderen Staatsverträgen können vom Landrat nur vorbereitet werden, bedürfen aber auch der Zustimmung der Landsgemeinde.
Die Gesetzesvorschläge werden als Anträge im sogenannten Memorial der Landsgemeinde publiziert. Jedoch wird nicht über jede einzelne Gesetzesänderung durch «Mindern und Mehren» abgestimmt. Artikel 66 der Glarner Kantonsverfassung schreibt vor, dass Anträge des Landrates als beschlossen gelten, wenn keine Änderungsanträge gestellt werden. Es ist eine analoge Regelung zum fakultativen Referendumsrecht in anderen Schweizer Kantonen. Ausgenommen hiervon sind jedoch Vorlagen, über die zwingend abzustimmen ist, analog dem obligatorischen Referendum anderer Kantone.
Ohne Zustimmung der Landsgemeinde darf der Landrat über einmalige Ausgabenposten bis zu einer Million Franken oder wiederkehrende Positionen bis zu 200'000 Franken entscheiden. Auch der Erwerb von Grundstücken als Anlage oder Vorsorge bis zu einem Wert von 5 Millionen Franken unterliegt nicht der obligatorischen Zustimmung der Landsgemeinde. Verordnungen, Verwaltungs- und Finanzbeschlüsse dürfen vom Landrat erlassen werden, sofern dies auf Ermächtigungen in den entsprechenden Gesetzen bzw. in der Verfassung beruht oder auf der Landsgemeinde beschlossen wurde.
Der Landrat wählt aus seiner Mitte die Mitglieder des Landratsbüros. Es sind dies der Landratspräsident, der Vizepräsident und die Stimmenzähler. Des Weiteren wählt der Landrat die Staatsanwälte und Jugendanwälte und – soweit es die Gesetzgebung vorsieht – auch Behördenmitglieder und kantonale Angestellte.

## Geschichte
Im Jahr 1971 verlieh die Landsgemeinde im Kanton den Frauen die politischen Rechte. Christina Schmidlin-Meier war 1972 die erste Glarner Landrätin, die ein Jahr später erstmals auch an der Landsgemeinde im Ring sprechen konnte.

## Parteien
- Grüne: 6
- SP: 8
- GLP: 5
- Mitte: 12
- FDP: 11
- SVP: 18

Bei den Wahlen von 2002 bis 2022 erreichten die angetretenen Parteien folgende Sitzzahlen.
|  | Sitzverteilung  | 2022     | 2018     | 2014     | 2010     | 2006     | 2002     |
|  | --------------- | -------- | -------- | -------- | -------- | -------- | -------- |
|  | CVP (Die Mitte) | 12 Sitze | 6 Sitze  | 6 Sitze  | 5 Sitze  | 12 Sitze | 13 Sitze |
|  | BDP (Die Mitte) | 12 Sitze | 8 Sitze  | 9 Sitze  | 10 Sitze | ---      | ---      |
|  | CSP             | ---      | ---      | ---      | 1 Sitz   | 1 Sitz   | ---      |
|  | FDP             | 11 Sitze | 11 Sitze | 12 Sitze | 12 Sitze | 23 Sitze | 26 Sitze |
|  | Grüne           | 8 Sitze  | 7 Sitze  | 7 Sitze  | 7 Sitze  | 6 Sitze  | 8 Sitze  |
|  | GLP             | 3 Sitze  | 4 Sitze  | 2 Sitze  | ---      | ---      | ---      |
|  | SP              | 8 Sitze  | 8 Sitze  | 7 Sitze  | 8 Sitze  | 12 Sitze | 12 Sitze |
|  | SVP             | 18 Sitze | 16 Sitze | 17 Sitze | 17 Sitze | 26 Sitze | 21 Sitze |

Nachdem die BDP Glarus und die CVP Glarus im Mai 2021 zur Mitte Glarus fusioniert haben und dem Wechsel von zwei Vertreterinnen der Grünen zur GLP im Dezember 2022 ist die parteipolitische Zusammensetzung (Fraktionen) wie folgt:
|  | Fraktion  | Anzahl Sitze |
|  | --------- | ------------ |
|  | FDP       | 11 Sitze     |
|  | Die Mitte | 12 Sitze     |
|  | Grüne     | 6 Sitze      |
|  | SP        | 8 Sitze      |
|  | SVP       | 18 Sitze     |
|  | GLP       | 5 Sitze      |

## Mitglieder

### Wählbarkeit
Im Gegensatz zu allen anderen Kantonen gilt in Glarus das aktive Wahlrecht ab 16 Jahren, vorausgesetzt, dass man das Schweizer Bürgerrecht besitzt. Das passive Wahlrecht liegt dagegen weiterhin bei 18 Jahren (Artikel 57 der Kantonsverfassung). Die Verfassung sieht ferner im Artikel 74 die Möglichkeit vor, dass auch Nichtstimmberechtigte in bestimmte Behörden gewählt werden; es bedarf dazu eines Gesetzes oder einer Verordnung des Landrats. Aufgrund der Gewaltentrennung dürfen Regierungsratsmitglieder, Gerichtsmitglieder und kantonale Angestellte nicht im Landrat Mitglied werden. Auch kennt die Verfassung einen Verwandtenausschluss für Behörden; so dürfen Eltern und Kinder, Geschwister, Ehegatten, eingetragene Partner, Grosseltern, Enkelkinder, Schwäger und Schwiegereltern nicht der gleichen Behörde angehören. Jedoch gilt dieser Ausschluss nicht für den Landrat.

### Anzahl und Verteilung auf die Wahlkreise
Der Landrat hat 60 Mitglieder, die gemäss dem aktuellen Bevölkerungsstand auf die drei Wahlkreise verteilt werden. Die Wahlkreise entsprechen den politischen Gemeinden, deren Zahl mit Beginn des Jahres 2011 von 25 auf 3 reduziert wurde. Für die Feststellung und Veröffentlichung, wie viele Sitze auf welchen Wahlkreis kommen, ist der Regierungsrat verantwortlich. Laut «Gesetz über die politischen Rechte» Art. 7 ist der Abstimmungstag nach Möglichkeit so zu bestimmen, dass er mit dem Datum von Wahlen und Abstimmungen in Bundesangelegenheiten zusammenfällt.
| Wahlkreis   | 2010–2014 | 2014–2018 | 2018–2022 | 2022–2026 |
| ----------- | --------- | --------- | --------- | --------- |
| Glarus Nord | 25        | 26        | 27        | 28        |
| Glarus      | 19        | 19        | 19        | 18        |
| Glarus Süd  | 16        | 15        | 14        | 14        |

### Vergütung
Die Vergütung der Parlamentarier ist in der «Verordnung über die Entlöhnung der Behördenmitglieder sowie des Staats- und Lehrpersonals» geregelt, die auch kurz «Lohnverordnung» genannt wird. Die Ratsmitglieder erhalten für jede Sitzung des Landrates, des Büros und der Kommissionen ein Sitzungsgeld von 150 Franken; die Präsidien von Landrat und Kommissionen beziehen das doppelte Sitzungsgeld. Dem Landratspräsidium steht für das Amtsjahr eine Entschädigung von 5 Prozent des Lohnmaximums in Lohnband 16 zu, was 8838 Franken entspricht; die Präsidien der ständigen Kommissionen im Landrat bekommen analog eine jährliche Entschädigung von 3 Prozent, also 5303 Franken.

### Mitglieder des Landrats
Stand: Januar 2023

Quelle: Website des Kantons Glarus
| Name                      | Partei    | Wohnort      | Funktion                     |
| ------------------------- | --------- | ------------ | ---------------------------- |
| Martin Baumgartner        | SVP       | Engi         | Mitglied                     |
| Andrea Bernhard           | GLP       | Glarus       | Mitglied                     |
| Rolf Blumer               | SVP       | Glarus       | Mitglied                     |
| Daniela Bösch-Widmer      | Die Mitte | Niederurnen  | Büromitglied                 |
| Christian Büttiker        | SP        | Netstal      | Mitglied                     |
| Yvonne Carrara            | SVP       | Mollis       | Mitglied                     |
| Susanne Elmer Feuz        | FDP       | Ennenda      | Mitglied                     |
| Hans Rudolf Forrer        | SP        | Luchsingen   | Mitglied                     |
| Franz Freuler             | SVP       | Glarus       | Mitglied                     |
| Toni Gisler               | SVP       | Linthal      | Fraktionspräsident SVP       |
| Reto Glarner              | SVP       | Luchsingen   | Mitglied                     |
| Roland Goethe             | FDP       | Glarus       | Mitglied                     |
| Marius Grossenbacher      | Grüne     | Ennenda      | Fraktionspräsident Grüne     |
| Priska Grünenfelder       | SP        | Niederurnen  | Mitglied                     |
| Adrian Hager              | SVP       | Niederurnen  | Mitglied                     |
| Albert Heer-Müller        | FDP       | Oberurnen    | Mitglied                     |
| Frederick Hefti           | Grüne     | Ennenda      | Mitglied                     |
| Rahel Nassim Isenegger    | SP        | Schwanden    | Mitglied                     |
| Hans Jenny                | FDP       | Ennenda      | Fraktionspräsident FDP       |
| Regula N. Keller          | Grüne     | Ennenda      | Büromitglied                 |
| Thomas Kistler            | SP        | Niederurnen  | Mitglied                     |
| Kaspar Krieg              | SVP       | Niederurnen  | Mitglied                     |
| Emil Küng                 | SVP       | Obstalden    | Büromitglied                 |
| Sarah Küng                | SP        | Glarus       | Mitglied                     |
| Franz Landolt             | GLP       | Näfels       | Fraktionspräsident GLP       |
| Martin Landolt            | Die Mitte | Näfels       | Mitglied                     |
| Nadine Landolt Rüegg      | GLP       | Näfels       | Mitglied                     |
| Andreas Luchsinger        | Die Mitte | Riedern      | Fraktionspräsident Die Mitte |
| Christian Marti           | FDP       | Glarus       | Mitglied                     |
| Hans-Jörg Marti           | FDP       | Nidfurn      | Vizepräsident 2022/2023      |
| Gabriela Meier Jud        | FDP       | Niederurnen  | Büromitglied                 |
| Stephan Muggli            | FDP       | Betschwanden | Mitglied                     |
| Priska Müller Wahl        | GLP       | Niederurnen  | Mitglied                     |
| Beat Noser-Grütter        | Die Mitte | Oberurnen    | Mitglied                     |
| Barbara Rhyner            | SVP       | Elm          | Mitglied                     |
| Luca Rimini               | Die Mitte | Näfels       | Landratspräsident 2022/2023  |
| Peter Rothlin             | SVP       | Oberurnen    | Mitglied                     |
| Heinrich Schmid           | SVP       | Bilten       | Mitglied                     |
| Roger Schneider           | FDP       | Mollis       | Mitglied                     |
| Markus Schnyder           | SVP       | Netstal      | Mitglied                     |
| Matthias Schnyder         | SVP       | Netstal      | Mitglied                     |
| Elisabeth Schnyder-Schmid | SVP       | Bilten       | Mitglied                     |
| Cinia Schriber            | Grüne     | Mitlödi      | Mitglied                     |
| Hans Schubiger            | Die Mitte | Netstal      | Mitglied                     |
| Cyrill Schwitter          | Die Mitte | Näfels       | Mitglied                     |
| Ruedi Schwitter           | GLP       | Näfels       | Mitglied                     |
| Urs Sigrist               | Die Mitte | Schwändi     | Mitglied                     |
| Fridolin Staub-Tremp      | SVP       | Bilten       | Mitglied                     |
| Sabine Steinmann          | SP        | Oberurnen    | Fraktionspräsidentin SP      |
| Dominique Stüssi          | Die Mitte | Niederurnen  | Mitglied                     |
| Andrea Trummer            | Die Mitte | Glarus       | Mitglied                     |
| Thomas Tschudi-Plaz       | SVP       | Näfels       | Mitglied                     |
| Mathias Vögeli            | Die Mitte | Rüti         | Mitglied                     |
| Fritz Waldvogel           | Die Mitte | Ennenda      | Mitglied                     |
| Kaj Weibel                | Grüne     | Mollis       | Mitglied                     |
| Hans-Heinrich Wichser     | SVP       | Braunwald    | Mitglied                     |
| Edgar Wolf-Hauser         | FDP       | Niederurnen  | Mitglied                     |
| Samuel Zingg              | SP        | Mollis       | Büromitglied                 |
| Martin Zopfi              | FDP       | Schwanden    | Mitglied                     |
| Mathias Zopfi             | Grüne     | Engi         | Mitglied                     |

## Legislaturperioden
- Liste der Mitglieder des Glarner Landrates (2006–2010)
- Liste der Mitglieder des Glarner Landrates (2010–2014)
- Liste der Mitglieder des Glarner Landrates (2014–2018)
- Liste der Mitglieder des Glarner Landrates (2018–2022)